# As-Safa al-Kahira
As-Safa al-Kahira (arab. الصفا القاهرة) – miejscowość w Syrii, w muhafazie Hama. W 2004 roku liczyła 2947 mieszkańców.